# Błażej Śliwiński
Błażej Śliwiński (* 25. června 1954 Gdaňsk) je polský historik-mediavelista.

## Publikace
- Rola polityczna możnowładztwa na Pomorzu Gdańskim w czasach Mściwoja II  (1987)
- Lisowie Krzelowscy w XIV–XV w[ieku] i ich antenaci : studium genealogiczne (1993)
- Kronikarskie niedyskrecje czyli Życie prywatne Piastów (1994)
- Poczet książąt gdańskich : dynastia Sobiesławiców XII–XIII wieku (1997)
- Dzieje kasztelanii chmieleńskiej (2000)
- Pomorze Wschodnie w okresie rządów księcia polskiego Władysława Łokietka w latach 1306–1309 (2003)
- Rzeź i zniszczenie Gdańska przez Krzyżaków w 1308 roku (2006)
- Leszek książę inowrocławski, Kraków : Wydawnictwo Avalon, 2010, ISBN 978-83-60448-85-4
- Bezprym. Pierworodny syn pierwszego króla Polski (986-zima/wiosna 1032) (2014)